# 345 до н. е.

## Події

### У Римі
Консулами Римської республіки були обрані Сервій Сульпіцій Камерін Руф та Марк Фабій Дорсуон. Для війни з аврунками вони за наполяганням сенату призначили диктатором Луция Фурія Камілла. Після перемоги консули знову очолили військо та розбили вольсків, захопивши їхнє місто Сора

### Близький Схід
- Артаксеркс III розгромив місто Сідон

### Астрономічні явища
- 18 січня. Часткове сонячне затемнення.[1]
- 14 червня. Часткове сонячне затемнення.[1]
- 13 липня. Часткове сонячне затемнення.[1]
- 7 грудня. Часткове сонячне затемнення.[1]